# Bernoulli (cráter)
Bernoulli es un cráter de impacto lunar que se encuentra en la parte noreste de la Luna, al sur del cráter Messala, y al este de Geminus.

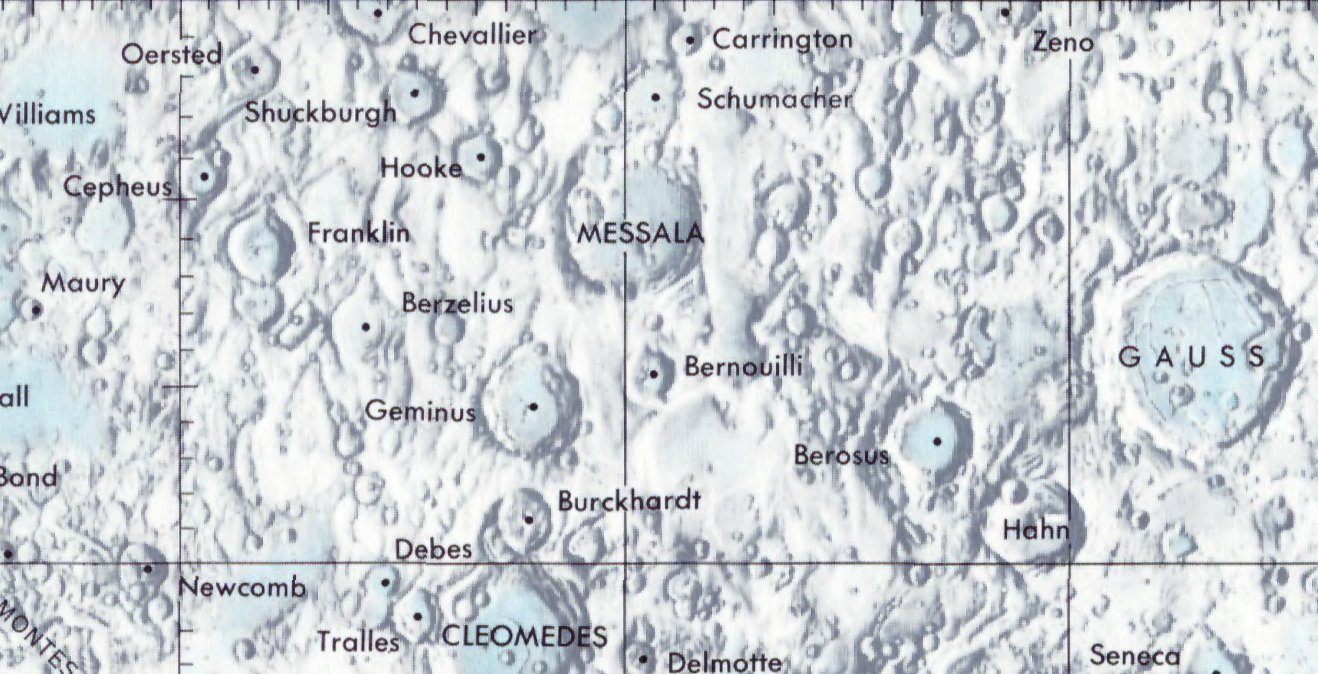
Localización de Bernoulli (centro de la imagen)

Esta formación es casi circular, con varias ligeras protuberancias hacia el exterior situadas alrededor de su perímetro. Se localiza una depresión a lo largo de parte de la pared sur, formando una protuberancia triangular hacia el exterior del borde, que es más alto por el este, ascendiendo hasta los 4000 m. En el punto medio del fondo del cráter aparece una formación con el pico central.

## Cráteres satélite
Por convención estos elementos son identificados en los mapas lunares poniendo la letra en el lado del punto medio del cráter que está más cerca de Bernoulli.
|           | \| Bernoulli \| Coordenadas \| Diámetro \| \| --------- \| ---------------------------- \| -------- \| \| A \| 36°24′N 60°54′E / 36.4, 60.9 \| 22 km \| \| B \| 36°54′N 65°36′E / 36.9, 65.6 \| 22 km \| \| C \| 35°18′N 67°12′E / 35.3, 67.2 \| 19 km \| \| D \| 35°42′N 66°30′E / 35.7, 66.5 \| 12 km \| \| E \| 35°18′N 63°00′E / 35.3, 63.0 \| 26 km \| \| K \| 36°42′N 62°42′E / 36.7, 62.7 \| 20 km \| |          |
| Bernoulli | Coordenadas | Diámetro |
| A         | 36°24′N 60°54′E / 36.4, 60.9 | 22 km    |
| B         | 36°54′N 65°36′E / 36.9, 65.6 | 22 km    |
| C         | 35°18′N 67°12′E / 35.3, 67.2 | 19 km    |
| D         | 35°42′N 66°30′E / 35.7, 66.5 | 12 km    |
| E         | 35°18′N 63°00′E / 35.3, 63.0 | 26 km    |
| K         | 36°42′N 62°42′E / 36.7, 62.7 | 20 km    |